# ریچارد رایت (بازیکن فوتبال)
ریچارد یان رایت (انگلیسی: Richard Ian Wright؛ زادهٔ ۵ نوامبر ۱۹۷۷) بازیکن فوتبال سابق اهل انگلستان است و در باشگاه‌های ایپسویچ تاون، آرسنال، اورتون، وستهام یونایتد، ساوت‌همپتون، شفیلد یونایتد، پرستون نورث اند و منچستر سیتی بازی کرده‌است. او هم چنین تا کنون ۲ بازی ملی برای تیم ملی فوتبال انگلستان انجام داده‌است.

## افتخارات

### باشگاهی
آرسنال
- لیگ برتر فوتبال انگلستان: ۰۲–۲۰۰۱
- جام حذفی فوتبال انگلستان: ۲۰۰۲